# 野田・福島の戦い (1614年)
野田・福島の戦い（のだ・ふくしまのたたかい）は、大坂冬の陣における戦いの1つであり、1614年（慶長19年）11月28日から翌29日にかけて摂津国の野田・福島地区において発生した。
豊臣方は、天満川と木津川の合流点付近に水軍の主力を停泊させ、そこに面した野田・福島地区西南端、新家に船倉を築いていた。これらを守備する目的で、下福島の五分一に三重の柵と櫓を造り、大野治胤指揮の兵800を置いていた。さらに上福島にも砦を設け、宮島兼与指揮の兵2,500で守備していた。
幕府軍の九鬼守隆、小浜光隆、千賀信親、向井忠勝らは11月19日から11月26日にかけて、水軍を率いて何度かこの流域に侵入し、小競り合いが発生していた。
11月28日夜半、九鬼、向井、千賀勢は五分一を急襲した。大雨の中多勢の襲撃に守備兵は怖じ気づいて天満方面へ逃げてしまった。11月29日未明、池田忠雄、戸川達安はそれを知らずに遅れて攻撃にかかったが、既に敵が逃げた後であることに気づき、そのまま上福島の砦まで進出、付近を放火し、そこに陣取った。